# Warhammer (Band)
Warhammer ist eine deutsche Doom-, Death- und Thrash-Metal-Band aus Castrop-Rauxel, die im Jahr 1994 gegründet wurde, sich 2001 auflöste und 2006 wieder zusammenfand.

## Geschichte
Die Band wurde im Jahr 1994 gegründet und war eine Art Tribute-Band für die aufgelöste schweizerische Band Hellhammer; die Idee zur Gründung der Band war entstanden, als 1984 die Band Celtic Frost aus Hellhammer hervorgegangen war, von deren erster EP Morbid Tales Frank „Necros II“ Krynojewski enttäuscht war. 1996 folgte das erste Demo Towards the Chapter of Chaos, wodurch die Band einen Vertrag bei Voices Productions bekam; dort erschien das Debütalbum The Winter of Our Discontent im Jahr 1997. Auf dem Album waren Frank Krynojewski (E-Gitarre, E-Bass), der Sänger Volker Frerich und der Schlagzeuger Rolf Meyn zu hören. Deathchrist folgte im Jahr 1999 als nächstes Album über Grind Syndicate Media, einem Sub-Label von Nuclear Blast. Auf dem Album war der Gitarrist Rainer Filipiak als neues Mitglied zu hören. Das dritte Album The Doom Messiah erschien im Jahr 2000 über dasselbe Label. Das vierte Album Curse of the Absolute Eclipse erschien im Jahr 2002 über Nuclear Blast. Die Band bestand hierbei aus Krynojewski (E-Gitarre, E-Bass), dem Sänger Frerich sowie dem Schlagzeuger Jens Küchental, der Meyn ersetzt hatte. Bereits 2001 hatte sich die Band aufgelöst, ehe sie 2006 wieder zusammenfand. Im Jahr 2009 erschien das Album No Beast So Fierce… in Eigenveröffentlichung, ehe es im Jahr 2010 über High Roller Records wiederveröffentlicht wurde. Im März 2021 starb Volker Frerich im Alter von 51 Jahren an Herzversagen.

## Stil
Der Klang der Band ist stark an den von Hellhammer angelehnt. Frank Krynojewsksi erklärte, dass die Band für die Gitarren seltene Effektgeräte aus den 1970er-Jahren verwandte, um den Klang von Hellhammer zu reproduzieren, der laut Martin Eric Ain († 2017) eher zufällig entstanden sei. Krynojewsksi sprach sich gegen Vorwürfe, Hellhammer zu plagiieren, aus; die Band schreibe „lediglich Songs, von denen wir denken, dass sie von Hellhammer hätten stammen können, wenn sie damals weitergemacht hätten“. Mit The Doom Messiah habe die Band „[e]ndlich […] den Punkt erreicht, an dem wir mit Hellhammer konkurrieren können. Ich habe bei den Aufnahmen des neuen Werkes Blut und Wasser geschwitzt, weil die Sachen alles andere als leicht zu spielen waren. Wenn die Leute meinen, dass sie genau einzuschätzen wissen, was sie zukünftig von uns erwarten können, liegen sie falsch. Denn jetzt beginnt die Weiterentwicklung.“ Trotz des starken Hellhammer-Einflusses erinnerte The Doom Messiah Patrick Schmidt vom Legacy aufgrund des hohen Tempos auch an Slayers Debütalbum Show No Mercy.

## Diskografie
- 1997: Towards the Chapter of Chaos (Demo, Eigenveröffentlichung)
- 1998: The Winter of Our Discontent (Album, Voices Productions)
- 1999: Deathchrist (Album, Grind Syndicate Media)
- 2000: The Doom Messiah (Album, Grind Syndicate Media)
- 2001: Apocalypse Unleashed (Single, Black Goat Productions)
- 2002: Curse of the Absolute Eclipse (Album, Nuclear Blast)
- 2003: Towards the Chapter of Chaos (Kompilation, Grind Syndicate Media)
- 2007: Live Massacre 2006 (DVD, Eigenveröffentlichung)
- 2009: No Beast So Fierce… (Album, Eigenveröffentlichung)
- 2010: Coffins / Warhammer (Split mit Coffins, Break the Chains Records)
- 2012: Apokalyptic War (Split mit Apokalyptic Raids, Eigenveröffentlichung)
- 2025: Total Maniac (Album, Ván Records)